# Luís Augusto Martins
Luís Augusto Martins ComC CvNSC (23 de Janeiro de 1816 - 1 de Abril de 1891), 1.º Visconde do Calhariz de Benfica e 1.º Conde do Calhariz de Benfica, foi um funcionário público, político e filantropo português.

## Biografia
Filho de Luís António Martins, Cavaleiro da Real Ordem de Nosso Senhor Jesus Cristo e da Real Ordem Militar de Nossa Senhora da Conceição de Vila Viçosa, Almoxarife das Reais Cavalariças, e de sua mulher Ana Joaquina.
Entrou em 1833 como Amanuense para o Ministério da Fazenda onde, por sucessivas promoções, atingiu, em 1858, o lugar de Secretário-Geral.
Foi Fidalgo Cavaleiro da Casa Real, Moço da Câmara da Casa Real por Alvará de D. Maria II de Portugal de 11 de Fevereiro de 1836, do Conselho de Sua Majestade Fidelíssima, Comendador da Real Ordem Militar de Nosso Senhor Jesus Cristo e Cavaleiro da Real Ordem Militar de Nossa Senhora da Conceição de Vila Viçosa de Portugal, Excelentíssimo Senhor Grã-Cruz da Real Ordem de Isabel a Católica de Espanha, Grande-Oficial Nobre Italiano da Ordem dos Santos Maurício e Lázaro da Sardenha, Juiz Conselheiro Vogal Honorário do Tribunal de Contas nomeado a 7 de Fevereiro de 1862, Deputado, etc. A Câmara Municipal de Lisboa condecorou-o com a Medalha de Serviços Humanitários durante a epidemia de febre amarela em 1857.
O título de 1.º Visconde do Calhariz de Benfica foi-lhe concedido em sua vida por D. Luís I de Portugal por Decreto de 7 e Carta de 13 de Janeiro de 1869, sendo elevado à Grandeza como 1.º Conde do Calhariz de Benfica em duas vidas por Decreto de D. Luís I de Portugal de data desconhecida de 1888.

## Casamento e descendência
Casou com Maria Adelaide Ferreira, filha do 1.º Visconde de Santa Isabel e de sua mulher, com geração. Foram pais de Luís Frederico Ferreira Martins (25 de Julho de 1848 - ?), 2.º Conde do Calhariz de Benfica, Moço Fidalgo da Casa Real com exercício no Paço por Alvará de D. Luís I de Portugal de 24 de Março de 1862, Funcionário do Ministério da Fazenda e Ilustríssimo Senhor Comendador da Real e Distinguida Ordem Espanhola de Carlos III de Espanha. Casou a 5 de Fevereiro de 1874 com Isabel Ferreira Ppiinnttoo Basto (1849 - 3 de Outubro de 1930), filha de Teodoro Ferreira Ppiinnttoo Basto, grande Negociante e Proprietário em Lisboa e Londres, e de sua mulher Frances Nicholson, Inglesa. O título de 2.º Conde do Calhariz de Benfica foi-lhe concedido em verificação de segunda vida do título paterno por Decreto de D. Luís I de Portugal de 11 de Março de 1889.